# Aeroportul Municipal Taunton
Aeroportul Municipal Taunton (IATA: TAN, ICAO: KTAN, FAA LID: TAN) este un aeroport din Massachusetts, Statele Unite ale Americii ce deservește zona Taunton⁠(d). A fost numit după zona deservită.
Situat la o altitudine de 12 m, aeroportul dispune de 2 piste.

## Infrastructură

### Piste
Aeroportul dispune de 2 piste. Pista 12/30 are suprafața de asfalt și dimensiunile 3.500 picioare × 75 picioare. Pista 04/22 are dimensiunile 1.900 picioare × 60 picioare. 